# 秋野有紀
秋野 有紀（あきの ゆき）は、日本の政治学者。専門は文化政策。早稲田大学教育学部複合文化学科教授。日本ドイツ学会奨励賞受賞。

## 人物・経歴
2010年東京外国語大学大学院地域文化研究科博士後期課程修了、博士（学術）。同年ヒルデスハイム大学文化政策研究所 、博士（Dr.phil.）。同年日本学術振興会特別研究員（東京大学大学院人文社会系研究科）。2013年獨協大学外国語学部ドイツ語学科専任講師。2017年同准教授。2019年コロンビア大学美術史考古学学科客員研究員。同年日本ドイツ学会奨励賞受賞。2021年獨協大学学術研究顕彰受賞。2022年早稲田大学教育・総合科学学術院教育学部複合文化学科教授。専門は文化政策学、ドイツ地域文化研究。

## 著書
- 『文化国家と「文化的生存配慮」 : ドイツにおける文化政策の理論的基盤とミュージアムの役割』美学出版 2019年

## 編書
- 『地域主権の国ドイツの文化政策 : 人格の自由な発展と地方創生のために』（藤野一夫, マティアス・テーオドア・フォークトと共編）美学出版 2017年

## 出演
- NHKラジオ「まいにちドイツ語」講師 2016年[2]